# توفيق بلبولي
توفيق بلبولي (بالفرنسية: Taoufik Belbouli)‏ مواليد 10 ديسمبر 1954 في بنان، تونس، هو ملاكم تونسي محترف سابق صنّف ضمن فئة الوزن الثقيل بدأ مسيرته الاحترافية سنة 1982. حقق بطولة رابطة الملاكمة العالمية.

## إحصائيات
خاض خلال مسيرته 31 نزالا، فاز في 29 وتعادل في 1 وخسر في 1. فاز بالضربة القاضية في 23 نزالا.

## روابط خارجية
- توفيق بلبولي على موقع بوكس ريك (الإنجليزية) (registration required)